# Divinus perfectionis Magister
Divinus perfectionis Magister es una Constitución Apostólica promulgada por el papa Juan Pablo II, el 25 de enero de 1983, por medio de la cual, junto al otro documento Normae servandae in inquisitionibus ab episcopis faciendis in causis sanctorum, recoge el proceso que se debe seguir en las causas de canonización de la Iglesia católica. El nombre del documento proviene de las primeras palabras del mismo, que en castellano se traduce como: «El Divino Maestro y modelo de perfección».

## Contexto histórico
Hasta el Concilio Vaticano II, el procedimiento que seguía la Iglesia católica para la canonización era rigurosamente extremo. Se trataba prácticamente de dos procesos durante la beatificación, el primero desarrollado por el obispo diocesano, valga decir, el tribunal ordinario, que actuaba en nombre propio. El otro estaba exclusivamente en manos de la Sede Apostólica. En el proceso de canonización se revisaba el acto de beatificación, y se examinaban los dos milagros requeridos para que un candidato fuese canonizado. El proceso concluía con la firma del papa.
Con la renovación hecha por el concilio en todos los ambientes de la Iglesia, la antigua Sagrada Congregación de Ritos que se encargaba de vigilar los procesos de canonización, sede el paso a la Congregación para el Culto Divino y la Disciplina de los Sacramentos y a la Congregación para las Causas de los Santos, órgano que se dedicará desde 1969 a controlar dichos procesos. Para dicha Congregación, era necesaria una nueva normativa, a la cual se añade la Constitución Apostólica Divinus perfectionis Magister del papa Juan Pablo II promulgada el 25 de enero de 1983.

## Contenido
La Constitución Apostólica está dividida en una introducción y tres capítulos. En la introducción el papa Juan Pablo II hace un recorrido histórico sobre el proceso de canonización en la Iglesia católica y establece que se observen las normas que se describen en los siguientes tres capítulos: el primero que habla del papel de los Obispos diocesanos, el segundo que habla sobre las tareas de la Sagrada Congregación para las Causas de los Santos y el tercero sobre el modo de proceder de la misma.
En general la Divinus perfectionis Magister contiene las nuevas normas requeridas para el proceso de canonización. Se resalta el hecho de que se confía al Obispo diocesano lo esencial del proceso: la investigación de la vida del santo, sus escritos (sean libros, cartas o diarios), sus virtudes y milagros y realiza los documentos que se deben presentar a la Santa Sede. 
La Congregración para las Causas de los Santos revisa la documentación y si no encuentra nada contrario a la fe cristiana en el candidato y juzga propicia la canonización, remite el juicio al papa. Con la nueva normativa se exime al beato de uno de los milagros requeridos.

## Consecuencias
Con la nueva normativa el proceso de canonización de un candidato muerto, según la Iglesia católica, con fama de santidad, es mucho más rápido que el proceso antiguo, lo que se puede demostrar con la cantidad de santos canonizados durante y después del pontificado de Juan Pablo II. Estos últimos  superan en número a los santos canonizados en más de mil quinientos años de historia.
Ante la nueva normatima no han faltado las críticas tanto de no católicos como de católicos. Entre estos cabe resaltar a Kenneth Woodward, que en su libro la “Fabricación de santos”, critica el nuevo proceso de canonización que puede pasar por alto la poca universalidad de ciertos santos. Inclusive Woodward, en su libro dice que ni el mismo Josepth Ratzinger, futuro Benedicto XVI, estaba de acuerdo con este nuevo procedimiento:

Ratzinger admitió que el número de santos y de beatos había aumentado durante la última década, y agregó que entre éstos se hallaban algunos que "tal vez signifiquen algo para cierto grupo de gente, pero que no significan gran cosa para la inmensa mayoría de los creyentes". Ratzinger propuso a continuación que se diera prioridad a aquellos santos cuyas vidas encierren un mensaje más universal y relevante para los creyentes Contemporáneos, citando, a modo de ejemplo, a Edith Stein y a Niels Stensen como unos santos que tenían un mensaje para la condición moderna, a pesar de que este último hubiera muerto tres siglos atrás.
Kenneth L. Woodward, La fabricación de santos.

Por otra parte, la Fraternidad Sacerdotal de san Pio V asegura que el proceso según las nuevas normativas es demasiado débil, debido a que «es mucho menos exigente en materia de garantías que se requieren de parte de los hombres de Iglesia, a fin de que la divina asistencia asegure la infalibilidad de la canonización, y con mayor razón, la ausencia de error de hecho en la beatificación».
El cardenal José Saraiva Martins aclaró en la presentación de un nuevo documento, la instrucción Sanctorum Mater, que el proceso de canonización «no debe iniciarse si no consta, mediante pruebas irrefutables, que el siervo de Dios al que se refiere la causa en cuestión, goza de opinión de santidad o de martirio en una parte considerable de los fieles que se dirigen a él en su oración y atribuyen gracias y favores a su intercesión», por lo tanto responde a ciertas críticas que consideran la legislación promulgada por Juan Pablo II como imprecisas. Sin embargo Saraiva aclara que el nuevo documento Sanctorum Mater, aprobado por Benedicto XVI, deja claro el rigor del proceso.